# Buch am Irchel
Buch am Irchel – miejscowość i gmina (Politische Gemeinde) w północnej Szwajcarii, w kantonie Zurych, w okręgu (Bezirk) Andelfingen. Leży w paśmie Irchel.

## Demografia
W Buch am Irchel mieszka 1038 osób. W 2021 roku 7,9% populacji gminy stanowiły osoby urodzone poza Szwajcarią.